# Кельпі (скульптура)

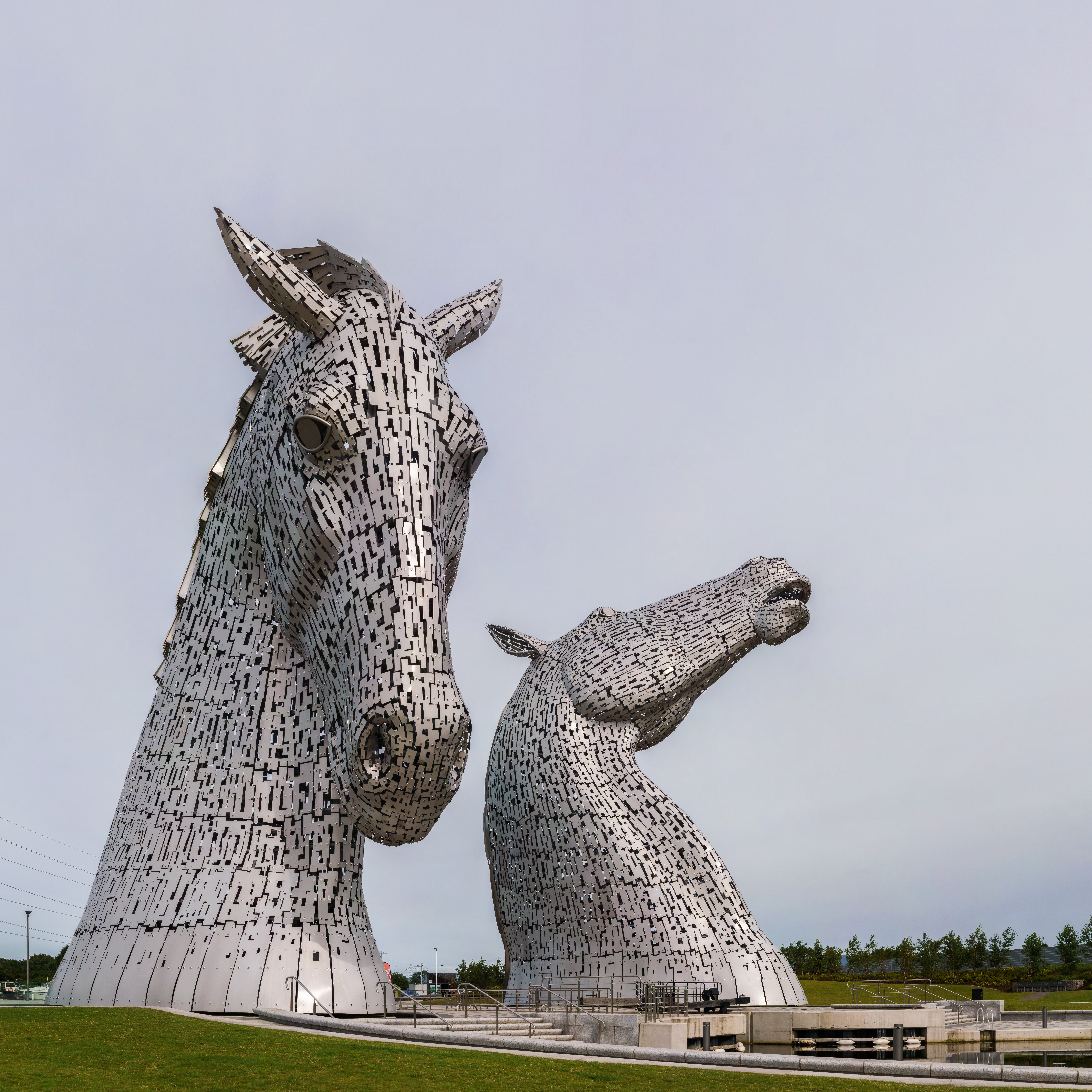
Кельпі

Кельпі — це пара монументальних сталевих кінських голів між шотландськими містами Фолкерк і Гренджмут. Вони розташовані поруч із автострадою М9 і утворюють східні ворота каналу Форт і Клайд, який тут впадає в річку Каррон. Кожна скульптура конячої голови має висоту 30 метрів.
Скульптури, які зображують кельпі, спроєктовані скульптором Енді Скоттом і були завершені в жовтні 2013 року. Церемонія відкриття відбулася у квітні 2014 року Навколо скульптур розташований парк The Helix.

## Історія

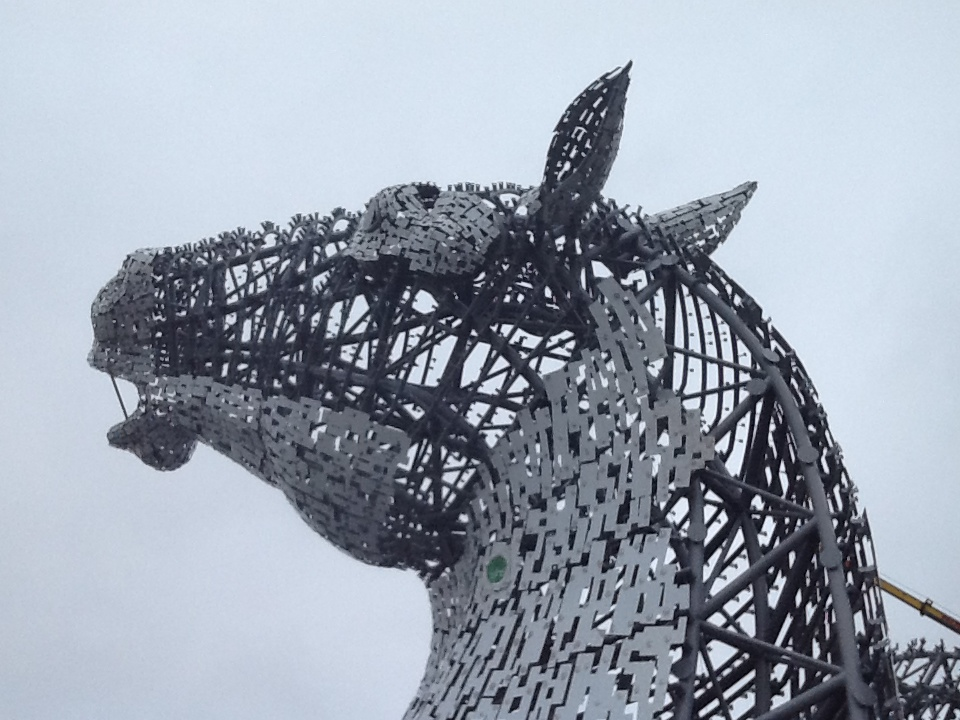
Скульптури Кельпі під час будівництва в 2013 році

Назву для скульптур обрали ще на початку проєкту The Helix у 2005 році Scottish Canals, щоб зобразити міфологічних звірів, що мають здатність перетворюватися і які володіють силою та витривалістю десяти коней. Кельпі представляють родовід важких коней шотландської промисловості та економіки, які тягнули вози, плуги, баржі та вугільні кораблі, які сформували географічне розташування району Фолкерка.
За словами скульптора Енді Скотта, «оригінальна концепція міфічних водяних коней була відправною точкою для художнього розвитку монументів». Він також сказав, що «взяв цю концепцію та рухався з нею до більш „конячого“ та сучасного рішення, переходячи від міфології до соціально-історичного пам'ятника, суть якого відзначення ролі коня в промисловості та сільському господарстві, а також очевидної асоціації з каналами, де працювали буксирні коні». У 2008 році Скотт створив триметрові мініатюрні версії у своїй студії в Глазго. Потім їх зісканували лазерами, що допомогло виробникам сталі створити точні повномасштабні складові майбутньої скульптури Кельпі.
За словами Скотта, кінцевим результатом стануть «високі водяні ворота до The Helix, каналу Форт і Клайд і Шотландії, що перетворить історичну спадщину регіону на гордих захисників в образі коней».
Протягом першого року після відкриття скульптури Кельпі відвідало майже мільйон людей.
Перше планове технічне обслуговування та прибирання було проведено командою High Wire влітку 2017 року

## Структура

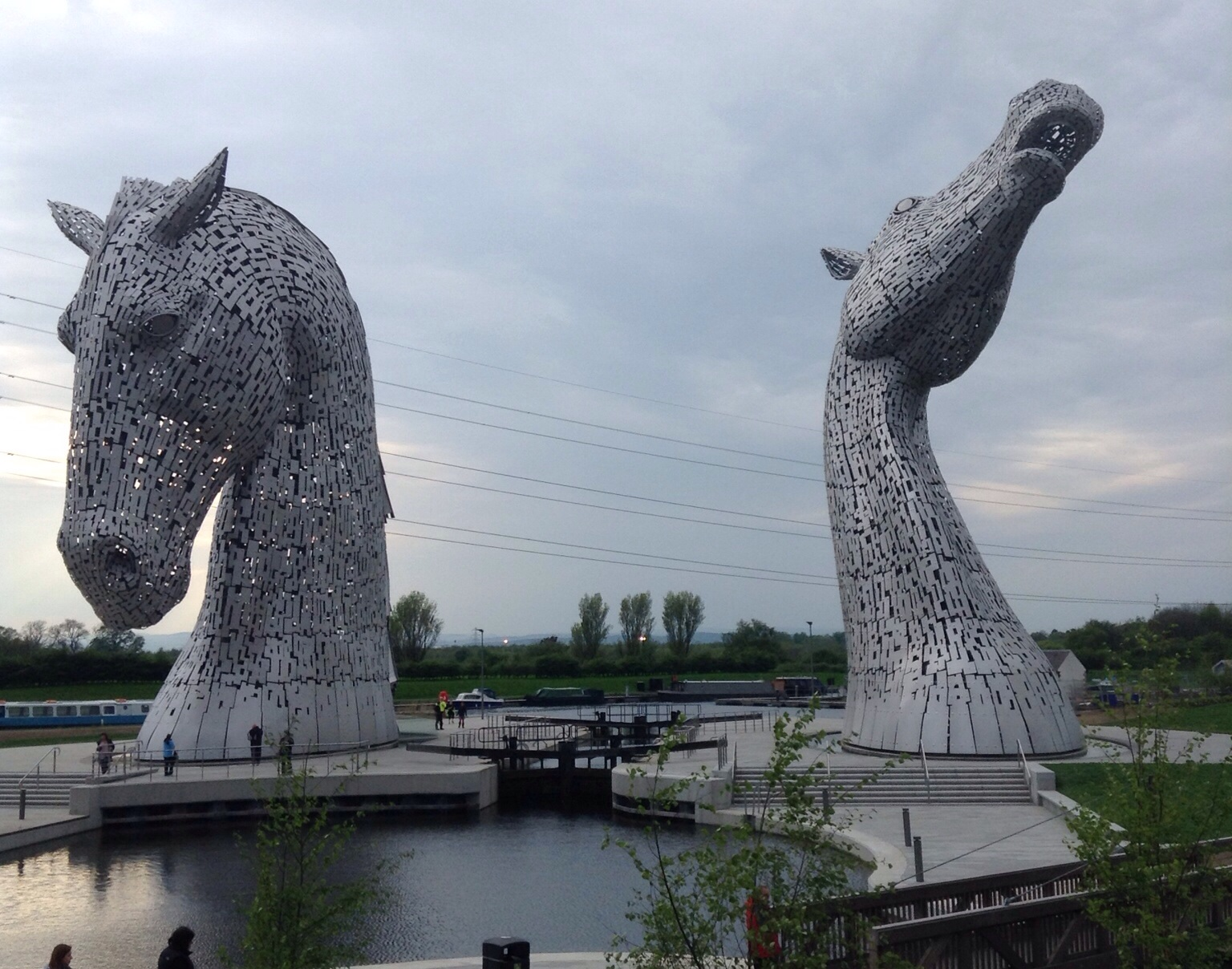
Інший вид, що демонструє порожнину всередині скульптури та басейн каналу

Побудовані з будівельної сталі з нержавіючим покриттям. Монумент Кельпі має висоту 30 метрів і важить 300 тонн кожен. Будівництво почалося в червні 2013 року і було завершено до жовтня 2013 року. 27 листопада 2013 року відбулася церемонія закриття Кельпі розташовані по обидві сторони від спеціально побудованого шлюзу та басейну, що є частиною реконструйованого Kelpies Hub. Форми навіяні клайдсдейльськими (упряжними) кіньми.
У березні 2024 року компанію SH Structures із Йоркшира, відповідальну за металоконструкції Кельпі, прийняла адміністрація.

## Макети

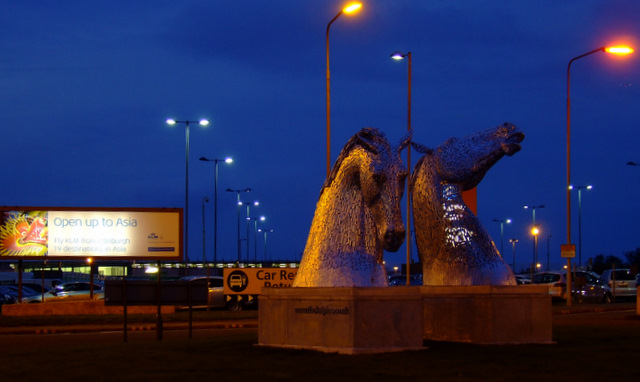
Макети на виставці в Единбурзькому аеропорту

Є два макети у масштабі 1:10. Вони демонструвалися на місцевому, національному та міжнародному рівнях у таких місцях, як Единбурзький аеропорт, Музей Філд у Грант-Парку, Чикаго, Фолкеркське колесо, Експо 2011 (Абердін), Експо 2012 (Единбург) і Експо 2013 (Глазго), BBC Шотландія, Глазго, Kirkcudbright Arts & Crafts Trail 2017, Університет Глазго, Sheffield International Steel Celebration, а пізніше в Bryant Park у Нью-Йорку.
Скульптури виготовлені зі сталі, потім оцинковані за допомогою процесу гарячого занурення, макети Кельпі були зварені вручну з маленьких сталевих пластин.

## У ЗМІ
- Судді Британської конструкційної асоціації сталевих конструкцій Structural Steel Design Awards 2014 сказали, що конструкції потребують «значної інженерної майстерності».[13]
- The Courier писав, що «шотландцям пропонують спокусливий погляд на дві приголомшливі скульптури, які допоможуть перетворити ландшафт центральної Шотландії».[14]
- The Guardian повідомила, що «вони створять одні з найдраматичніших воріт, через які можна в'їхати до Британії».[15]
- Вебсайт New Civil Engineer визначив Кельпі як «одну з найскладніших скульптур Шотландії»[16]
- The Ordnance Survey описав їх як «дивовижні та драматичні».[17]
- Тіффані Дженкінс у журналі The Scotsman написала, що "вони вражаючі, навіть приголомшливі, і я думаю, що люди прив'яжуться до них і пишатимуться ними. Звичайно, вони не сподобаються всім, але це неможливо, оскільки таких творів мистецтва не існує. ".[18]
- Джонатан Джонс, написавши в The Guardian, описав їх як «останній помилковий „шедевр“ публічного мистецтва. Він великий. Він сміливий. І він поганий. […] The Kelpies — це просто кітчева вправа в мистецтві». для людей", ретельно позбавлений труднощів, суперечок і сенсу".[19]